# الهجرة والجريمة
تشير الهجرة والجريمة إلى العلاقة بين النشاط الإجرامي ومجتمعات المهاجرين. تشير الأبحاث إلى ميل الناس إلى المبالغة في تقدير العلاقة بين الهجرة والإجرام، وأن وسائل الإعلام تميل إلى تصوير المهاجرين بشكل خاطئ على أنهم عرضة بشكل خاص للإجرام. تقدم الأدبيات الأكاديمية نتائج مختلطة للعلاقة بين الهجرة والجريمة في جميع أنحاء العالم، ولكنها وجدت- بالنسبة للولايات المتحدة- أنه ليس للهجرة أي تأثير على معدل الجريمة أو أنها قد تقلل من معدل الجريمة. وجد التحليل التلوي لواحد وخمسين دراسة بين عامي 1994-2014 حول العلاقة بين الهجرة والجريمة في الولايات المتحدة أن الهجرة الإجمالية تقلل الجريمة، لكن هذا الرابط ضعيف جدًا.
قد يُعزى التمثيل المفرط للمهاجرين في أنظمة العدالة الجنائية في العديد من البلدان إلى العوامل الاجتماعية والاقتصادية، والسجن بسبب جرائم الهجرة، والتمييز العنصري والإثني من قبل الشرطة والنظام القضائي. لم تُدرس العلاقة بين الهجرة والإرهاب، إلا أن الأبحاث الحالية تشير إلى ضعف هذه العلاقة، وأن قمع المهاجرين يزيد من خطر الإرهاب. تندر الأبحاث حول العلاقة بين هجرة اللاجئين والجريمة، لكن الأدلة التجريبية الموجودة فشلت في إثبات العلاقة بين هجرة اللاجئين والجرائم.

## حول العالم
تندر الأبحاث التجريبية حول العلاقة السببية بين الهجرة والجريمة، بسبب ضعف الأدوات لتحديد هذه السببية. كتب أحد الاقتصاديين في عام 2014: «لا تعالج معظم الأبحاث التي توثق العلاقات المختلفة بين المهاجرين والجريمة في مجموعة من البلدان والفترات الزمنية، قضية السببية بجدية رغم تعددها». تدور مشكلة السببية في المقام الأول حول مكان المهاجرين لكونهم محليين، مما يعني أن المهاجرين يميلون إلى التواجد بشكل غير متناسب في المناطق المحرومة، حيث ترتفع معدلات الجريمة (لأنهم لا يستطيعون تحمل تكاليف الإقامة في مناطق أكثر تكلفة)، أو بسبب ميلهم إلى الإقامة في مناطق حيث العدد الأكبر من السكان ذوي الخلفية العرقية المشتركة. تقدم الأدبيات المتنامية التي تعتمد على أدوات قوية نتائج مختلطة.
يصف أحد الاقتصاديين الأدبيات الموجودة في عام 2014 بقوله: «تشير معظم الأبحاث الخاصة بالولايات المتحدة إلى أن هذا الارتباط سلبي إن وجد، في حين أن النتائج بالنسبة لأوروبا مختلطة فيما يتعلق بجرائم الملكية، ولم يُعثر على ارتباط بجرائم العنف». تصف كتابات اقتصادية أخرى في عام 2014 كيف «تشير الأدلة، المستندة إلى دراسات تجريبية في العديد من البلدان، إلى أنه لا توجد أي صلة بسيطة بين الهجرة والجريمة، ولكن إضفاء الشرعية على وضع المهاجرين ينعكس إيجابًا على معدلات الجريمة». وجدت مراجعة عام 2009 للأدبيات التي ركزت على الدراسات الحديثة عالية الجودة من الولايات المتحدة أن الهجرة بشكل عام لم تزد من معدلات الجريمة بل قللت منها في كثير من الأحيان.
لم تكتمل العلاقة بين الجريمة والوضع القانوني للمهاجرين بعد، لكن الدراسات حول برامج العفو في الولايات المتحدة وإيطاليا تشير إلى أن الوضع القانوني يمكن أن يفسر إلى حد كبير الاختلافات في الجريمة بين المهاجرين الشرعيين وغير الشرعيين، وعلى الأرجح لأن الوضع القانوني يتيح فرص عمل أكبر للمهاجرين. وجدت إحدى الدراسات رغم ذلك، أن قانون إصلاح الهجرة ومراقبتها لعام 1986 أدى إلى ارتفاع معدل الجريمة بين المهاجرين غير المسجلين سابقًا.
تشير الأبحاث الحالية إلى التأثير الكبير لفرص سوق العمل على معدلات جرائم المهاجرين. تزداد حالات السجن الفردي عند المهاجرين من الشباب والذكور وذوي التعليم المتدني. تشير الأبحاث إلى أن توزع المهاجرين في الأحياء عالية الجريمة يزيد من ميل الأفراد لجرائم المهاجرين لاحقًا في الحياة، بسبب التفاعل الاجتماعي مع المجرمين.
قد تؤثر بعض العوامل على موثوقية البيانات المتعلقة بالمعدلات المشبوهة ومعدلات الجريمة ومعدلات الإدانة وعدد نزلاء السجون، على استخلاص استنتاجات حول المشاركة الإجمالية للمهاجرين في النشاط الإجرامي:
- ممارسات الشرطة، مثل التنميط العنصري، والإفراط في ضبط الأمن في المناطق التي يسكنها المهاجرون أو التحيز لأفراد الجماعة، التي تؤدي إلى زيادة أعداد المهاجرين بشكل غير متناسب بين المشتبه في ارتكابهم جرائم.[27]
- التمييز المحتمل في النظام القضائي، الذي يؤدي إلى إدانات أكثر.[28]
- قرارات الإفراج بكفالة وإصدار الأحكام غير المواتية بسبب سهولة هروب الأجانب، ونقص المساكن، ونقص العمالة المنتظمة، وتعذر مقدرة الأسر على استضافة الفرد، يمكن أن يفسر ارتفاع معدلات السجن لدى المهاجرين عند مقارنة نصيبهم من الإدانات أمام السكان الأصليين.[29]
- ميل السكان الأصليين للإبلاغ عن الجرائم عند اعتقادهم أن الجناة من أصول مهاجرة.[30]
- يُعد السجن بسبب المخالفات المتعلقة بالهجرة أشيع لدى المهاجرين، لذا يجب أن تؤخذ هذه الحالات بعين الاعتبار عند المقارنة بالعدد الإجمالي للجرائم لكل من السكان المحليين والمهاجرين.
- الأجانب المسجونون بسبب جرائم المخدرات، قد لا يعيشون أساسًا في البلد الذي يقضون فيه عقوباتهم، ولكن قُبض عليهم أثناء العبور.[30]
- الجرائم التي يرتكبها المهاجرون لفترات قصيرة، مثل السياح وطلاب التبادل والعمال العابرين، تُحسب جرائم، وتعطي الانطباع بأن نسبة أعلى من السكان المهاجرين ترتكب جرائم (باعتبار أن هؤلاء المهاجرين لفترات محدودة لا يُعدوا سكانًا مولودين في الخارج).[31]

تعد الدول ذات السياسات الليبرالية المتعلقة باللاجئين أقل عرضة للصراع الأهلي، فضلًا عن العنف ضد اللاجئين.

## آسيا

### اليابان
وجدت دراسة استقصائية عن الأبحاث الحالية حول الهجرة والجريمة في اليابان أن «الملاحقة القضائية وإصدار الأحكام في اليابان قد تتسببان في بعض التفاوتات حسب الجنسية، لكن البيانات المتاحة محدودة للغاية للوصول إلى استنتاجات مؤكدة حول طبيعتها أو حجمها».
يُعزى جزء كبير من الجرائم المرتكبة من قبل المهاجرين في اليابان إلى مهاجرين صينيين وفقًا لتقرير إخباري صدر عام 1997، وقد أدت بعض الجرائم التي أُعلن عنها بشكل كبير من قبل مجموعات منظمة من الصينيين- بمساعدة المنظمات الإجرامية في اليابان غالبًا- إلى تصور عام سلبي عن المهاجرين. ووفقًا لوكالة الشرطة الوطنية في عام 2015، فقد تفوق المواطنون الفيتناميون على الصينيين بأكبر عدد من الجرائم الجنائية للأجانب. وقد ارتفع عدد الجرائم اعتبارًا من عام 2021، ورُبط ذلك بتدني الوضع الاقتصادي للفيتناميين في اليابان.

### ماليزيا
وجدت دراسة أجريت عام 2017 أن الهجرة إلى ماليزيا تقلل من معدلات جرائم الممتلكات ومعدلات جرائم العنف، ويعود ذلك في حالة معدلات جرائم الملكية جزئيًا إلى تحسين المهاجرين للظروف الاقتصادية التي يعيشها السكان الأصليون.

## أوروبا
وجدت دراسة أجريت عام 2015 أن الزيادة في تدافع الهجرة إلى دول أوروبا الغربية التي حدثت في العقد الأول من القرن الحادي والعشرين «لم تؤثر على الإيذاء الإجرامي، ولكنها ارتبطت بزيادة الخوف من الجريمة، إذ يرتبط ذلك بشكل ثابت وإيجابي مع الموقف السلبي للسكان الأصليين تجاه المهاجرين».
يصف أحد الاقتصاديين الأدبيات الموجودة في عام 2014 ضمن دراسة استقصائية للأدبيات الاقتصادية حول الهجرة والجريمة، على أنها توضح «اختلاط النتائج بالنسبة لأوروبا، فيما يتعلق بجرائم الملكية، ولكنها لا تبين ارتباط بجرائم العنف».